# Aetos Kronos
Aetos Kronos, född 26 april 2016 i Italien, är en svensk varmblodig travhäst. Han tränas av Jerry Riordan, verksam vid Halmstadtravet. Han körs oftast av Magnus A. Djuse eller Örjan Kihlström.
Aetos Kronos började tävla i september 2018 och tog första segern i sin fjärde start. Han har till augusti 2023 sprungit in 12,1 miljoner kronor på 56 starter varav 17 segrar, 10 andraplatser och 9 tredjeplatser. Han har tagit karriärens hittills största segrar i Treåringseliten (2019), Långa E3 (2019), Korta E3 (2019), Konung Gustaf V:s Pokal (2020), Solvalla Grand Prix (2020), Prix Bold Eagle (2021), Jubileumspokalen (2021) och Gulddivisionens final (mars 2023). Han har även kommit på andraplats i Europeiskt femåringschampionat (2021) samt på tredjeplats i Svensk Uppfödningslöpning (2018), Prix de France (2021) och Paralympiatravet (2021).
Han innehar världsrekordet (1.11,8) för treåriga hingstar och valacker över distansen 2140 meter med autostart.
Han drabbades av en svår skada hösten 2021 som såg ut att bli slutet av tävlingskarriären. Han blev borta från tävlande i över ett år men gjorde en osannolik comeback i november 2022 och lyckades stå som segrare i en final av Gulddivisionen knappt ett halvår senare.

## Karriär

### Tiden som unghäst (2018–2020)

#### Debut som 2-åring
Aetos Kronos debuterade den 25 september 2018 i ett tvååringslopp på Jägersro. Han kördes av kusken Christoffer Eriksson, och slutade trea. Första segern kom i den fjärde starten, den 13 november 2018 på Jägersro i ett uttagningslopp till Svensk Uppfödningslöpning. Han slutade därefter på tredjeplats i Svensk Uppfödningslöpning. Detta var första gången som han kördes av kusken Johan Untersteiner efter att Eriksson istället valt att köra Trix On Line.

#### Världsrekord och E3-segrar
Under våren 2019 började Aetos Kronos utvecklas till en riktig kulltopp. Under Elitloppshelgen 2019 segrade han i Treåringseliten tillsammans med kusken Johan Untersteiner. Segern togs på ett imponerande vis från spår 12 på den nya världsrekordstiden 1.11,9 för treåriga hingstar och valacker över distansen 2140 meter med autostart.
Den 29 juni 2019 segrade han i Långa E3, körd av Örjan Kihlström. Han slog sitt tidigare världsrekord och satte ett nytt världsrekord för treåriga hingstar och valacker med segertiden 1.11,8 över 2140 meter med autostart. Den 17 augusti 2019 segrade han även i Korta E3, körd av Johan Untersteiner. I intervjuerna efteråt hyllades han av Untersteiner som påpekade att detta är den bästa treåringen han kört. Med segern i även korta E3 slog han sig in i den exklusiva skara som vunnit både långa och korta E3 i klassen för hingstar och valacker.
Aetos Kronos startade som storfavorit i Svenskt Trav-Kriterium den 29 september 2019 tillsammans med kusken Örjan Kihlström. Han diskvalificerades efter att ha galopperat bakom startbilen. Han fick även startförbud i tio dagar med krav om friskintyg efter att ha blött näsblod.
För sina framgångar under 2019 blev Aetos Kronos nominerad till titeln "Årets 3-åring" vid Hästgalan. Han förlorade utmärkelsen som tilldelades Power.

#### Kungapokalen och Derbyt
Aetos Kronos framgångar fortsatte under säsongen som fyraåring 2020. Han årsdebuterade den 24 april på Åbytravet med att segra i uttagningsloppet till Konung Gustaf V:s Pokal. Han kom sedan att segra även i finalen den 9 maj 2020, före andra kulltoppar som Don Fanucci Zet och Power. Den förstnämnde tog snabb revansch i Prix Readly Express den 17 juni, där Aetos Kronos slutade på andraplats. Den 15 juli 2020 kom han på fjärdeplats i Eskilstuna Fyraåringstest som vanns av Ecurie D. Hösten 2020 började Aetos Kronos köras av kusken Magnus A. Djuse. Målet för hösten var att starta i Svenskt Travderby på Jägersro. Aetos Kronos vann sitt uttagningslopp den 25 augusti, med en hals före tvåan Ultion Face. Finalen gick av stapeln den 6 september, och Aetos Kronos kom på tredjeplats.

#### Franska vintermeetinget 2020
Första starten efter Derbyt blev ett uttagningslopp till Grand Prix l'UET, ett lopp som han vann och därmed blev kvalificerad för final. Finalen av Grand Prix l'UET ägde rum den 16 oktober på Vincennesbanan utanför Paris i Frankrike, där han kördes av Örjan Kihlström och slutade på fjärdeplats.
Efter starten i Grand Prix l'UET åkte han tillbaka hem till Sverige för att starta i Solvalla Grand Prix den 27 november, där han segrade med en hals före Ecurie D. Efter segern åkte han tillbaka till Frankrike för att delta i det franska vintermeetinget på Vincennesbanan. Han startade i det stora fyråringsloppet Critérium Continental den 27 december 2020. Han tog där en framskjuten placering som fyra, efter att ha besegrats av den franske kulltoppen Gu d'Héripré som senare blev trea i Prix d'Amérique. Aetos Kronos deltog därefter i Prix de Croix där han kom på åttondeplats. I nästa start, den 31 januari 2021, tog han sin första seger på Vincennesbanan då han segrade i sin fars lopp Prix Bold Eagle. Framgångarna fortsatte sedan med en tredjeplats i Prix de France den 14 februari 2021, där han stötte på den yttersta världseliten såsom Face Time Bourbon, Davidson du Pont och Délia du Pommereux.

### Tiden i världseliten (2021–nu)
Efter framgångarna under det franska vintermeetinget hade Aetos Kronos gjort sig ett namn för den yttersta världseliten inför säsongen 2021. Årets första start på svensk mark gjorde han den 24 april på hemmabanan i Halmstad i ett uttagningslopp till Paralympiatravet. Han startade från bricka tolv och fick under loppets gång en tuff resa i tredjespår, trots det lyckades han koppla greppet inpå upploppet och segrade före konkurrenter som Cyber Lane och Handsome Brad. Dagen efter segern blev Aetos Kronos den fjärde hästen att bjudas in till 2021 års upplaga av Elitloppet på Solvalla.
Nästa start efter uppvisningen i Halmstad blev finalen av Paralympiatravet den 8 maj 2021 på Åbytravet. Han slutade på tredjeplats, efter att ha gått i andra- och tredjespår och dragit fram Délia du Pommereux som spurtade förbi honom över upploppet på nytt banrekord. I loppet kördes Aetos Kronos av sin gamla kusk Johan Untersteiner eftersom Djuse var avstängd denna tävlingsdag. Den 30 maj 2021 gick Elitloppet av stapeln och Djuse var tillbaka som kusk till Aetos Kronos. De startade i det första av de två försöksloppen och ställdes där mot bland annat Don Fanucci Zet och Vivid Wise As (senare etta och tvåa i finalen). Han skar mållinjen på fjärdeplats och kom därmed med som en av fyra till finalen som kördes senare samma dag. I finalen startade han från spår sju, blev hängande i tredjespår och fick backa sig sist i kön. Han spurtade in som sista häst på åttondeplats i finalen.
Den 18 augusti 2021 startade Aetos Kronos i Jubileumspokalen på Solvalla. I loppet startade han från spår 6, och tog tidigt ledningen, en position som han höll under hela loppets gång. Trots tufft tempo i loppet gick Aetos Kronos ifrån på upploppet och segrade på tiden 1.09,9 över 2140 meter, som var tangerat världsrekord.
Den 9 oktober 2021 kom Aetos Kronos på andraplats i Europeiskt femåringschampionat, slagen med en halv längd av Extreme. Detta blev hans sista start för 2021, ett år som varit hans dittills mest framgångsrika med 3,5 miljoner kronor insprunget på 12 starter varav fem segrar.

#### Skada och vägen tillbaka
I oktober 2021 framkom det att Aetos Kronos drabbats av svåra komplikationer efter en rutinbehandling på djursjukhus. Han hade drabbats av Horners syndrom och bland annat blivit förlamad i halva ansiktet. Det gjorde att hans planerade deltagande i det franska vintermeetinget och Prix d'Amérique fick ställas in. Han kunde våren 2022 fortfarande inte andas med höger näsborre och tävlingskarriären såg ut att vara över. Mot alla odds gjorde han comeback på tävlingsbanan i ett kvallopp den 24 oktober 2022 på Halmstadtravet. I kvalloppet galopperade han med 150 meter kvar och blev diskvalificerad. Han gjorde ett nytt försök i kvallopp den 1 november 2022 där han blev godkänd och därmed tillåten att starta igen. Han gjorde tävlingscomeback den 11 november 2022 på Kalmartravet där han kom på andraplats. Han hann göra totalt fyra starter under november och december 2022 men utan någon seger och som bäst en andraplats i Gulddivisionen den 23 december 2022.
Aetos Kronos första seger efter skadan kom den 25 mars 2023 då han segrade i Gulddivisionens final på Solvalla. Han tävlade även under Elitloppshelgen 2023 då han kom på femteplats i Harper Hanovers Lopp, som är helgens största lopp efter Elitloppet.

## Statistik
| Statistik för Aetos Kronos (Ref.) | Statistik för Aetos Kronos (Ref.) | Statistik för Aetos Kronos (Ref.) | Statistik för Aetos Kronos (Ref.) | Statistik för Aetos Kronos (Ref.) | Statistik för Aetos Kronos (Ref.) |
| --------------------------------- | --------------------------------- | --------------------------------- | --------------------------------- | --------------------------------- | --------------------------------- |
| Starter                           | Placeringar                       | Startprissumma                    | Segerprocent                      | Platsprocent                      | Rekord                            |
| 56                                | 17-10-9                           | 12 133 346 kr                     | 30 %                              | 64 %                              | 9,5ak, 9,5aak, 9,9am, 12,7al      |

## Stamtavla
| Efter Bold Eagle      | Ready Cash     | Indy de Vive   | Viking's Way       |
| Efter Bold Eagle      | Ready Cash     | Indy de Vive   | Tekiflore          |
| Efter Bold Eagle      | Ready Cash     | Kidea          | Extreme Dream      |
| Efter Bold Eagle      | Ready Cash     | Kidea          | Doceanide du Lilas |
| Efter Bold Eagle      | Reethi Rah Jet | Love You       | Coktail Jet        |
| Efter Bold Eagle      | Reethi Rah Jet | Love You       | Guilty of Love     |
| Efter Bold Eagle      | Reethi Rah Jet | Hippodamia     | Workaholic         |
| Efter Bold Eagle      | Reethi Rah Jet | Hippodamia     | April Pearl        |
| Undan Will of a Women | Muscles Yankee | Valley Victory | Baltic Speed       |
| Undan Will of a Women | Muscles Yankee | Valley Victory | Valley Victoria    |
| Undan Will of a Women | Muscles Yankee | Maiden Yankee  | Speedy Crown       |
| Undan Will of a Women | Muscles Yankee | Maiden Yankee  | Wistful Yankee     |
| Undan Will of a Women | Celebration    | Conway Hall    | Garland Lobell     |
| Undan Will of a Women | Celebration    | Conway Hall    | Amour Angus        |
| Undan Will of a Women | Celebration    | Conch          | Bonefish           |
| Undan Will of a Women | Celebration    | Conch          | Vikings Venus      |